# Pogradec (okres)
Okres Pogradec (albánsky Rrethi i Pogradecit) je okres v Albánii. Podle odhadu z roku 2004 v něm žije 71 000 obyvatel, jeho rozloha je 725 km². Nachází se na východě země. Hlavní městem je Pogradec. Jeho součástí je i albánská část Ochridského jezera, jež je od roku 2019 zapsána na seznamu světového dědictví UNESCO společně s poloostrovem Lin, na kterém se nacházejí pozůstatky raně křesťanské baziliky a byzantský kostel. Přírodní a kulturní dědictví ochridského regionu zahrnuje celé jezero a okolní krajinu i na severomakedonské straně.

## Obce a města v okrese
- Alarup
- Blacë
- Bletas
- Mëmëlisht
- Peshkëpi
- Pogradec
- Vreshtas
- Udënisht